# بلكان (تشابهار)
بلكان (بالفارسية: پلکان) هي قرية تقع في منطقة بولان في إيران. يقدر عدد سكانها بـ 195 نسمة بحسب إحصاء 2016.